# ادوارد روپل
ادوارد روپل (آلمانی: Eduard Rüppell؛ ۲۰ نوامبر ۱۷۹۴ – ۱۰ دسامبر ۱۸۸۴) یک جانورشناس، پرنده‌شناس در زمینه تاریخ طبیعی و جهانگرد اهل آلمان بود.